# Şıxmahmud
Şıxmahmud är en ort i Azerbajdzjan.   Den ligger i distriktet Nachitjevan, i den sydvästra delen av landet, 400 km väster om huvudstaden Baku. Şıxmahmud ligger 922 meter över havet och antalet invånare är 2 795.
Terrängen runt Şıxmahmud är kuperad norrut, men söderut är den platt. Närmaste större samhälle är Nachitjevan, 5,1 km söder om Şıxmahmud. 
Trakten runt Şıxmahmud består i huvudsak av gräsmarker. Runt Şıxmahmud är det tätbefolkat, med 735 invånare per kvadratkilometer.